# NGC 244
NGC 244 ist eine irreguläre Zwerggalaxie im Sternbild Walfisch, die schätzungsweise 44 Millionen Lichtjahre von der Milchstraße entfernt ist.
Die Galaxie wurde am 30. Dezember 1785 von dem deutsch-britischen Astronomen Friedrich Wilhelm Herschel entdeckt.